# Marðareyrarfjall
Marðareyrarfjall är ett berg i republiken Island. Det ligger i regionen Västfjordarna, 250 km norr om huvudstaden Reykjavík. Toppen på Marðareyrarfjall är 510 meter över havet.
Trakten runt Marðareyrarfjall är nära nog obefolkad, med mindre än två invånare per kvadratkilometer. Det finns inga samhällen i närheten.